# Paectes chrysoplaga
Paectes chrysoplaga là một loài bướm đêm trong họ Noctuidae.